# 小行星9804
小行星9804（英語：9804）是一颗围绕太阳公转的小行星。1997年7月1日，E. O. Ofek在Wise发现了此天体。
这颗小行星的绝对星等为83.08232等。